# 东方机场
东方机场是位于中国海南省东方市的一座规划中的民用机场，机场位于东方市三家镇天惠水库。该机场已纳入《全国民用机场布局建设规划》，目前正在开展可研报告工作。

## 概况
早在“十一五”规划期间，中国民用航空局拟在东方规划布局建设民用机场，但受制于当时东方市经济发展水平限制，在规划期内未有实际动作。2018年，海南省根据《中共中央国务院关于支持海南全面深化改革开放的指导意见》，向东方市部署了机场前期工作要求。东方市对此决定在东方大田机场的基础上一次性扩建为货运枢纽机场，同年其前期论证报告亦获得海南省政府批复。
2020年东方机场启动选址工作，选址过程中形成金月湾、大田和天惠三个预选场址。2023年7月，中国民用航空局召开东方机场选址评审会，并于次年正式批复选址报告，确定天惠场址作为东方机场场址。 截至目前机场正在开展可研报告工作，预计在“十五五”期间开工建设。

## 设施
东方机场规划用地约4500亩，近期按4E级飞行区标准建设。规划新建1条3400米跑道，同步规划建设6万平方米航站楼、货库和停机坪等；预留远期增建一条近距跑道的条件。配套建设空港物流区、冷链物流中心、快递营运中心、分拣中心、特种货物处理中心、海关监管区等。近期（2035年）可满足年旅客吞吐量450万人次，货邮吞吐量50万吨需求。远期满足年旅客吞吐量1000万人次，货邮吞吐量120万吨需求。 